# Ranunculus abnormis
Ranunculus abnormis Cutanda & Willk. – gatunek rośliny z rodziny jaskrowatych (Ranunculaceae Juss.). Występuje endemicznie w Portugalii oraz Hiszpanii. 

## Morfologia
PokrójNiska bylina.
LiścieWszystkie są odziomkowe. Mają liniowy kształt.
KwiatySą pojedyncze lub zebrane po 2–3 w grupach. Mają od 8 10 płatków o żółtej barwie.

## Biologia i ekologia
Rośnie na podmokłych łąkach w górach w strefie alpejskiej.